# 132 (število)
132 (stó dváintrídeset) je naravno število, za katero velja 132 = 131 + 1 = 133 - 1.

## V matematiki
- sestavljeno število.
- sedmo Catalanovo število.
- deseto Zuckermanovo število v bazi 10: {\displaystyle 132\mid 1\cdot 3\cdot 2=6\,\!}.
- podolžno število {\displaystyle 132=11\cdot 12\,\!}.
- Harshadovo število
- Zumkellerjevo število.
- če tvorimo vsoto vseh dvomestnih števil, ki jih lahko dobimo iz števila 132, dobimo 132 = 12 + 13 + 21 + 23 + 31 + 32. 132 je najmanjše število s takšno lastnostjo. Ne obstaja pa takšno število, ki bi dalo število 132, če bi ga sešteli z njegovimi števkami. Tako je 132 desetiško samoštevilo (Kolumbijevo število).

## Drugo

### Leta
- 132 pr. n. št.
- 132, 1132, 2132